# Geneza ustroju politycznego Izraela
Geneza ustroju politycznego Izraela – ten artykuł przybliża proces tworzenia się obecnego systemu politycznego państwa Izrael.

## Starożytność
Korzenie obecnego kształtu ustroju politycznego Izraela tkwią w starożytności. Jednoizbowy parlament czerpie swą nazwę od Knesset HaGedolah (hebr. כנסת הגדולה, Wielkie Zgromadzenie), rady utworzonej przez Żydów po ich powrocie do ziemi Izraela po zakończeniu okresu wygnania babilońskiego w V wieku p.n.e. W organie tym, podobnie jak dzisiaj, zasiadało 120 członków.

## Historia współczesna
Tradycja izraelskiego systemu politycznego to także organy ruchu syjonistycznego - pierwszy Kongres Syjonistyczny miał miejsce w 1897 r. w Bazylei. Wyłoniono wówczas radę reprezentującą syjonistów ze wszystkich stron świata.
W 1920 r. po raz pierwszy w historii współczesnej Palestyny zebrało się Zgromadzenie Reprezentantów (Assefat Hanivharim), będące najwyższym przedstawicielstwem Jiszuwu – społeczności żydowskiej w Palestynie, będącej wówczas terytorium mandatu brytyjskiego. Członków izby wybierano w wyborach powszechnych, z list partyjnych, w sposób niemal identyczny jak dzieje się dziś. Zgromadzenie wybierało ciało spełniające funkcje rządu – Radę Narodową (Waad Leumi). Brytyjczycy uznali organy samorządu Żydów w 1928. Wkrótce potem obrady i wybory do Zgromadzenia zbojkotowali przedstawiciele Agudat Israel, ortodoksów i syjonistów rewizjonistycznych.
W okresie mandatu brytyjskiego wybory do Zgromadzenia odbyły się czterokrotnie:
- Pierwsze w 1920 liczyło 314 członków, pochodzących z 20 list partyjnych, wyłonionych przez 22 200 wyborców.
- Drugie w 1925 miało 221 członków, reprezentujących 26 list partyjnych, wybranych przez 36 437 wyborców.
- Trzecie w 1931 składało się tylko z 71 posłów, pochodzących z 12 list, wybranych przez 50 436 głosujących.
- W skład czwartego Zgromadzenia w 1944 weszło 171 członków z 18 list, wybrani przez 202 448 głosujących.

## Niepodległy Izrael
Po II wojnie światowej mocarstwa uznały, że należy stworzyć państwo dla społeczności żydowskiej. 14 lutego 1947 na forum ONZ stanęła sprawa Palestyny, która od 1920 była terytorium mandatowym Wielkiej Brytanii. Po długich dyskusjach 29 listopada 1947 Zgromadzenie Ogólne ONZ zdecydowało o podziale Palestyny na dwa państwa: żydowskie (14 447 km²) i arabskie (11 635 km²). Zalecono jednocześnie, aby Jerozolima była strefą międzynarodową. Kiedy wygasł mandat Brytyjczyków, 15 maja 1948 Żydowska Rada Narodowa (Moetzet Ha'am) przekształciła się w Tymczasową Radę Państwa (Moetzet Hamedina Hazmanit) i proklamowała niepodległe Państwo Izrael ze stolicą w Jerozolimie. Arabowie nie mogli się z tym pogodzić i zaatakowali osadników żydowskich. Ponieśli jednak porażkę. W wyniku I wojny arabsko-izraelskiej terytorium Izraela powiększyło się do 21 tys. km².
Tymczasowa Rada Państwa funkcjonowała jako legislatywa nowego państwa aż do wyborów do Zgromadzenia Konstytucyjnego (Ha'assefa Hamechonent). Miało ono przygotować konstytucję najpóźniej do 1 października 1948. Zebrało się jednak tylko czterokrotnie i 16 lutego 1949 przyjęło ustawę, na mocy której zmieniło swą nazwę na Kneset.
13 czerwca 1950 przyjęto tzw. uchwałę Harariego mówiącą o tym, iż poszczególne elementy systemu konstytucyjnego regulowane będą przez osobne akty prawne, które następnie zostaną połączone w konstytucję. Do tego jednak nie doszło, a to ze względu na sprzeciw ugrupowań religijnych (według nich najwyższym prawem w państwie Izrael może być tylko Prawo Boże), a także innych polityków, którym rozczłonkowana konstytucja zostawiała większą swobodę ruchów.